# MPreis

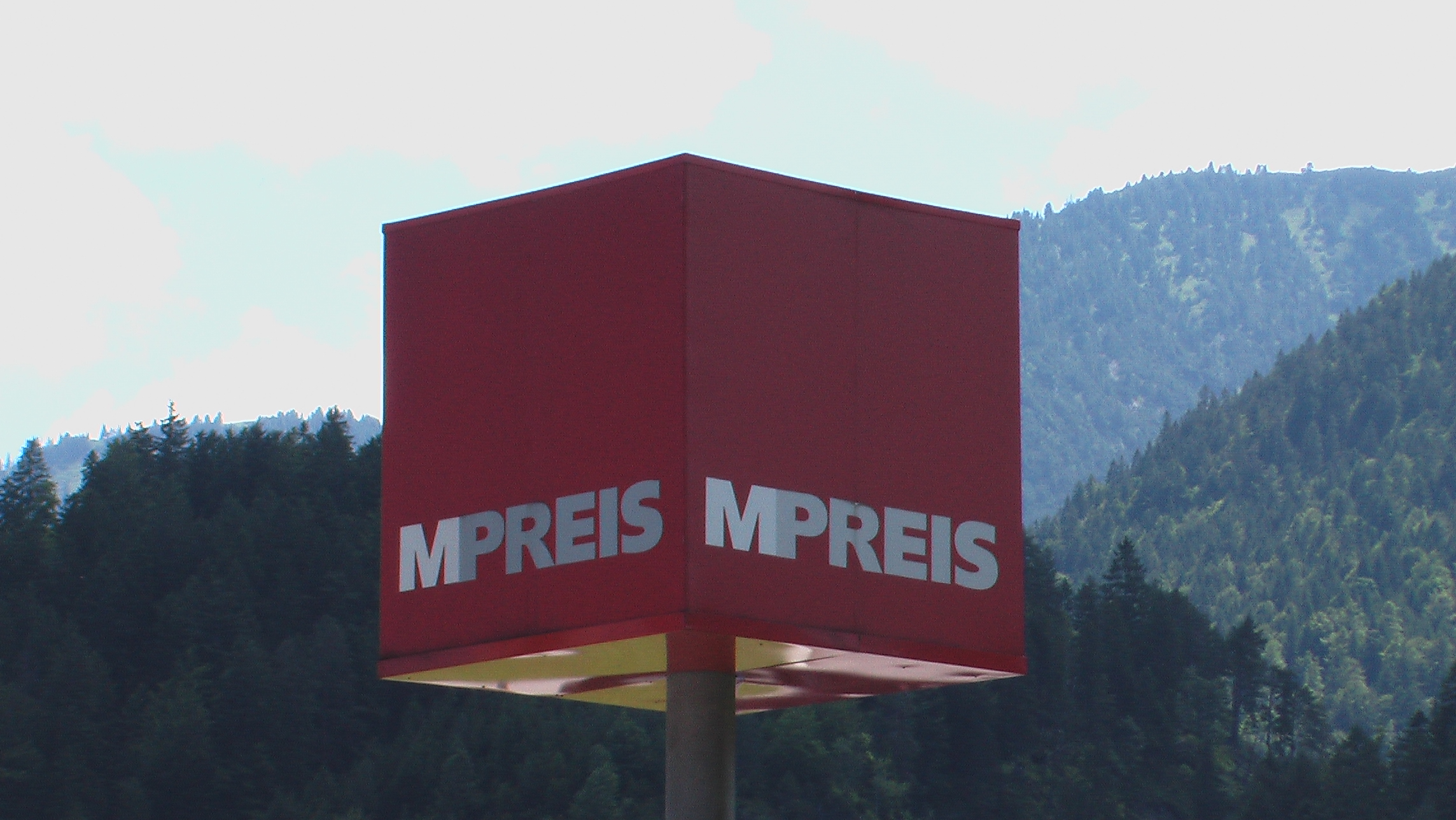

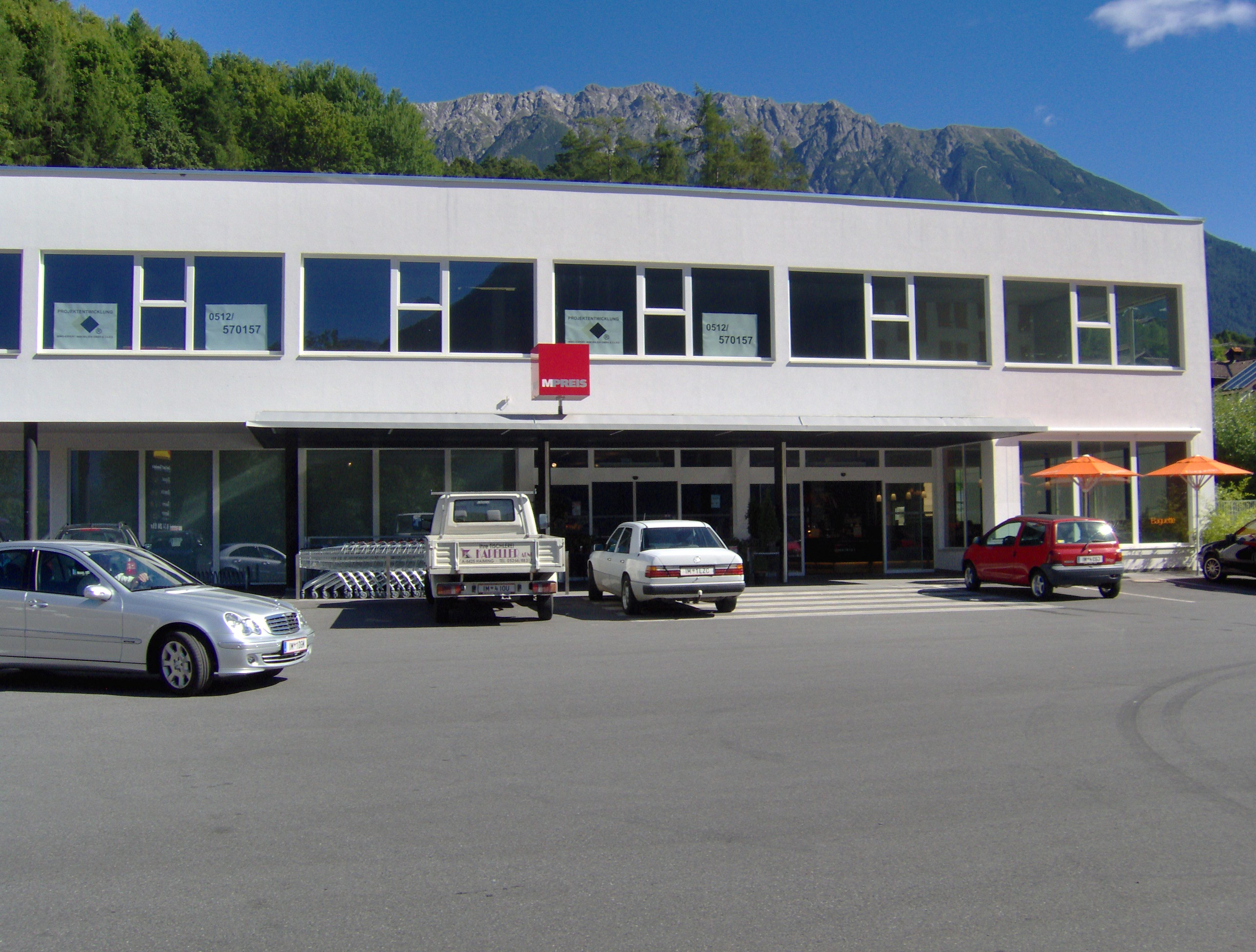
Vestiging van MPreis in Tarrenz

MPreis is een Oostenrijkse leverancier van levensmiddelen.
Het bedrijf werd in 1920 opgericht door Therese Mölk. In 1974 werd MPreis als GmbH opgericht. Thans (mei 2019) heeft het bedrijf 257 vestigingen. De hoofdvestiging is te vinden in Völs bij Innsbruck.
MPreis heeft 6000 werknemers en is daarmee de op vier na grootste werkgever van Tirol. MPreis is de marktleider op levensmiddelengebied in Tirol. Het overgrote deel van de supermarkten is dan ook op Tirools gebied gevestigd. Verder heeft het bedrijf vestigingen in Salzburg, Vorarlberg, en in Karinthië. Sinds 2001 is MPreis ook te vinden in het tot Italië behorende Zuid-Tirol.